# Amy Power
Amy Power (* 1980 in Armidale, Australien) ist eine australische Musikerin und Hochschullehrerin.

## Leben und Wirken
Amy Power wurde in Armidale geboren, wo sie ihre frühe musikalische Ausbildung auf der Blockflöte von Zana Clarke und auf dem Cembalo von Rosalind Halton erhielt. Ab 1998 studierte sie an der University of Melbourne, wo sie das Lorna-Lloyd Green Stipendium für Musik am St. Hilda’s College erhielt. Sie studierte Blockflöte bei Ruth Wilkinson und Cembalo bei Ann Murphy-Morgan und schloss 2001 ihren Bachelor of Music auf der Blockflöte mit Auszeichnung ab. Zwischen 2002 und 2009 studierte sie am Conservatorium van Amsterdam, wo sie einen Master of Music in Blockflöte bei Walter van Hauwe und Barockoboe bei Alfredo Bernardini absolvierte. Während ihres Studiums belegte sie Kurse bei Paul Leenhouts und war Mitglied des Ensemble The Royal Wind Music. 2008 tourte sie als Oboistin mit dem Barockorchester der Europäischen Union.
Sie hat regelmäßig mit Ensembles auf Festivals und Konzerten konzertiert und an CD- und Videoproduktionen mitgewirkt, darunter mit Orchestern wie Ensemble Zefiro, La Petite Bande, Europa Galante (Fabio Biondi), Bach Collegium Japan, Il pomo d’oro (Ensemble), La Cetra und Accademia Bizantina. Sie trat als Solistin mit der New Dutch Academy, Capriccio Barockorchester, recreationBarock, Neue Hofkapelle Graz und The Australian Haydn Ensemble auf. In Australien spielt sie regelmäßig mit The Orchestra of the Antipodes für Pinchgut Opera. Produktionen mit Amy Power als Solistin sind unter anderem die CD mit Bach-Kantaten mit Bass David Greco und dem Luthers Bach Ensemble (Brilliant Classics, 2019) sowie die Aufnahme mit Vivaldi-Konzerten mit Miho Fukui und dem Ensemble F (Ars, 2018).
Seit 2015 unterrichtet Amy Power historische Oboeninstrumente an der Universität für Musik und darstellende Kunst Graz.